# Agapétosz
Agapétosz vagy latinosan Agapitus (5–6. század) ókeresztény görög író.
A későbbi I. Justinianus bizánci császár nevelője és a konstantinápolyi Hagia Szophia templom diakónusa volt. Legnevezetesebb művét 527-ben, Justinianus trónra lépésekor írta Ektheszisz kephalaión parainetikón (’Legfőbb buzdítások előadása’) címen, amelyben hetvenkét rövid prózai passzusban foglalta össze egy keresztény uralkodó kötelmeit. Nyelvezete letisztult, stílusa retorikai fordulatokban bővelkedett, ezért még a középkor végén, a humanizmus korában is haszonnal forgatták művét, és a kései királytükrök mintájául is szolgált.